# Erhu
Erhu (chiń. 二胡; pinyin èrhú) – chiński instrument smyczkowy, powstały w VII wieku, popularny głównie wśród mniejszości narodowych zamieszkujących północno-zachodnią część Chin, nazywany chińskimi skrzypcami. 
Posiada dwie struny, zaliczany jest do  grupy instrumentów określanych mianem huqin (chiń. 胡琴; pinyin húqín). Barwa dźwięku jest zbliżona do ludzkiego głosu, a jego skala dochodzi do 3 oktaw. 
Erhu często używano jako instrumentu akompaniującego w operze. 
Obecnie jest głównym instrumentem w chińskiej ludowej orkiestrze dętej i smyczkowej.  